# Nanomousse de carbone
La nanomousse de carbone est une des formes allotropiques du carbone, découverte en 1997 à l'Université nationale australienne de Canberra par l'équipe du docteur Andrei Rode.
Obtenue par vaporisation de graphite sous atmosphère inerte (argon) à l'aide d'un laser d'une fréquence de 10 000 hertz, la nanomousse est la seule forme allotropique du carbone possédant des propriétés magnétiques.